# توقات

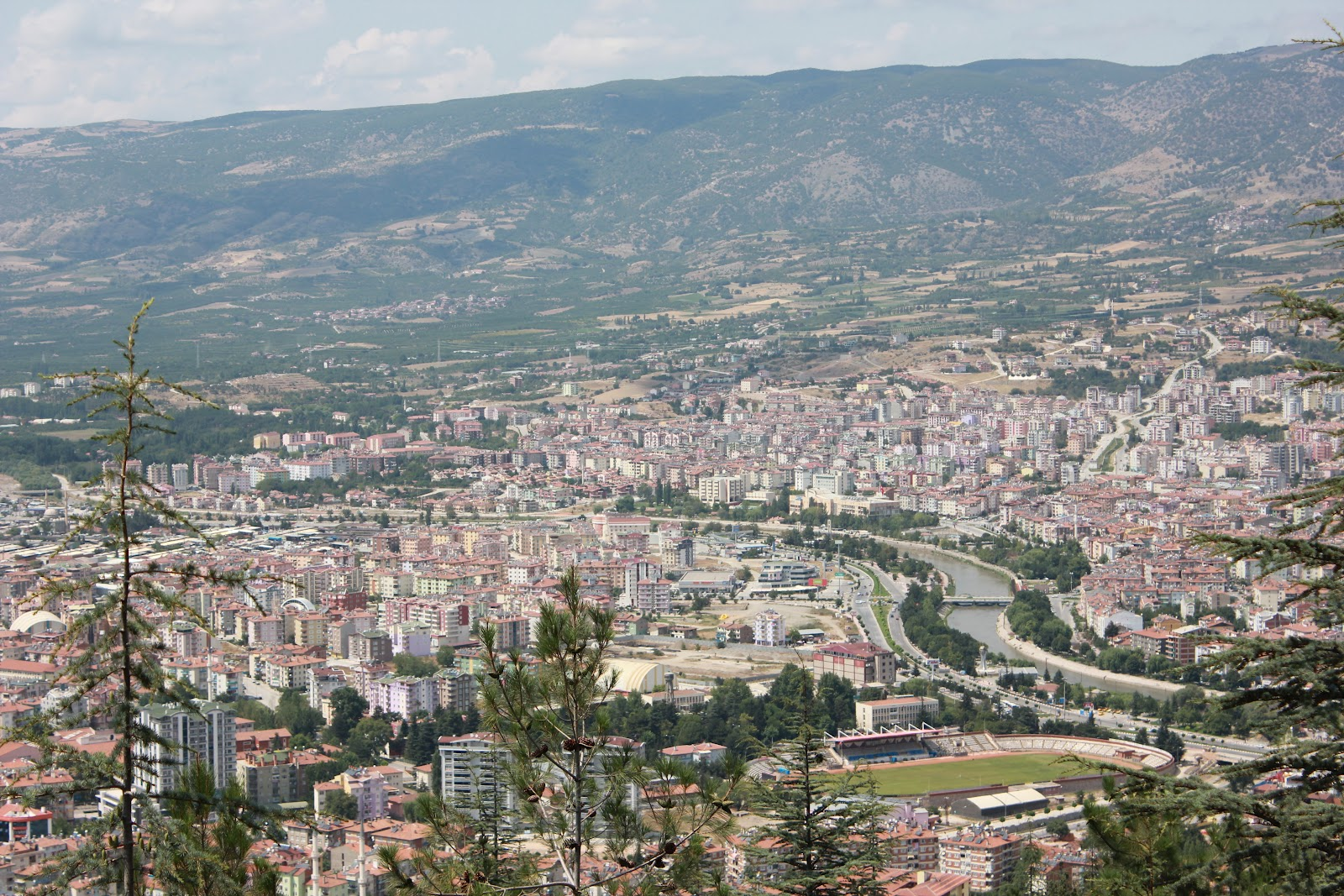
توقات

توقات (به ترکی استانبولی: Tokat)، نام شهری در شمال ترکیه، با ۱۵۰٬۰۰۰ تن جمعیت و مرکز استان توقات، در شمال آناتولی مرکزی در قسمت درونی بخش میانی منطقه دریای سیاه واقع است.
یشیل ایرماق و کلکیت چای از رودهایی هستند که در این استان جریان دارند. آب و هوای توقات تحت تأثیر آب و هوای منطقه دریای سیاه و آناتولی مرکزی است.

## نام توقات
نام توقات در منابع بیزانسی ائودکسیاس، و در منابع ارمنی به صورت یودوکیا آمده است که احتمالاً به سرزمین ارمنستان کوچک تعلق داشته‌است.

## توقاتقبل از میلاد
دیرینگی زندگی انسان در این منطقه به عصر مس و سپس به عصر مفرغ بازمی‌گردد. تاریخ آن با تاریخ فریگیایی‌ها، کیمریان، مادها و هخامنشیان پیوستگی داشته‌است. در دورهٔ پادشاهی پنتوس شهر کومانا پونتیکای باستان که امروزه ویرانه‌های آن در نزدیکی روستای گومنک در ۹ کیلومتری شمال شرقی توقات واقع است، از شهرهای مهم آن پادشاهی به شمار می‌رفت و دژ و استحکامات سوق‌الجیشی دازی مون در آن برپا بود. این شهر در ۶۶ قبل از میلاد به تصرف امپراتوری روم درآمد و توقات به سبب واقع شدن بر سر راههای ارتباطی آناتولی در قرون وسطی از نظر سیاسی، اجتماعی و اقتصادی رو به توسعه نهاد.

## توقات پس از میلاد

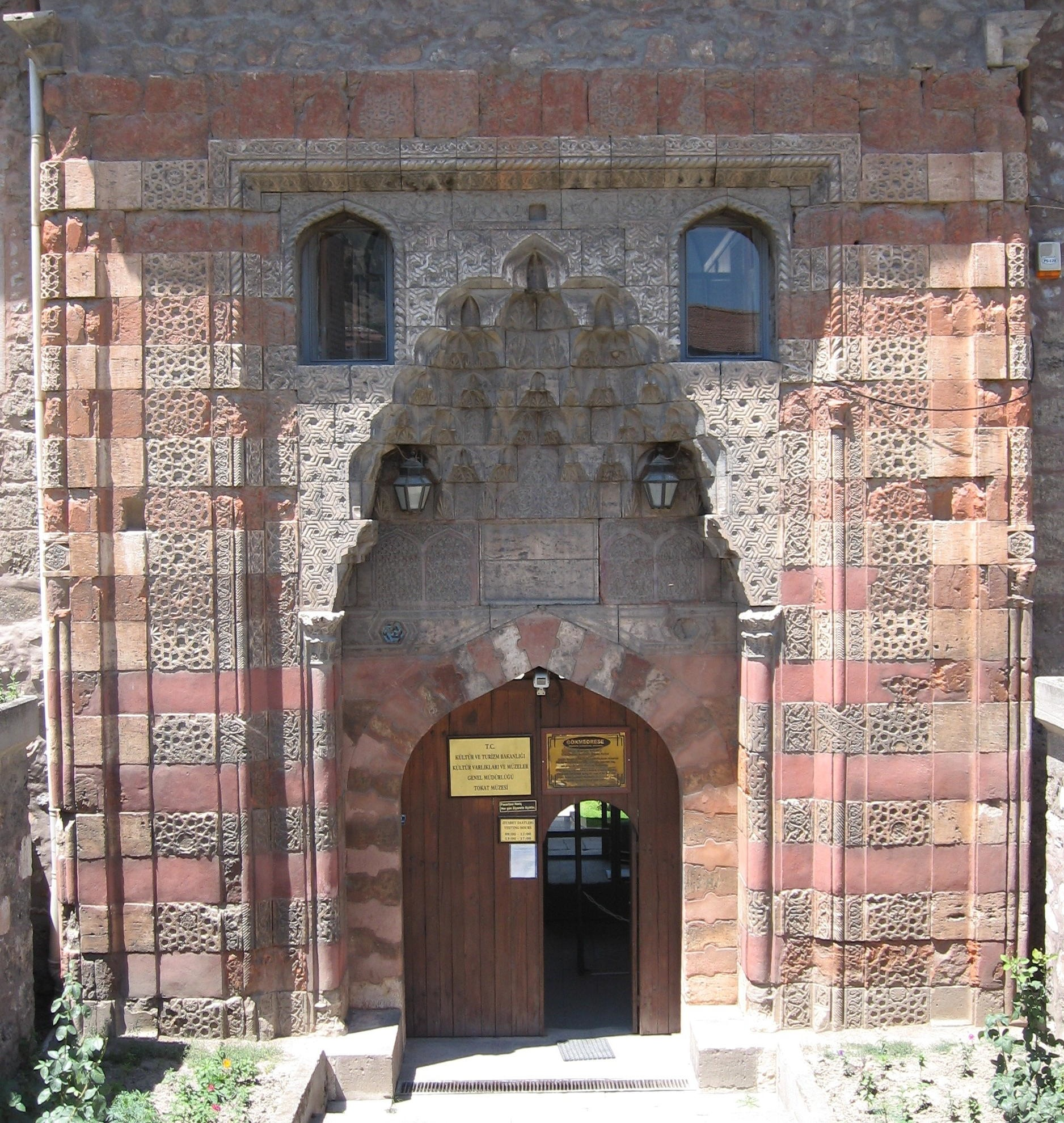
مدرسه گوک توقات

پس از جنگ ملازگرد (در ۴۶۴ق) ترکان سلجوقی به آسیای صغیر راه یافتند و این سرزمین در قلمرو مسلمانان قرار گرفت و به پاس نقش مؤثر ملک دانشمند احمد غازی در فتح توقات حکومت این شهر به او واگذار شد. و نخستین مدرسه و مسجد را در آناتولی دانشمندیان در توقات و سیواس تأسیس کردند.
توقات بعد از حاکمیت دانشمندیان تحت سیطرهٔ سلجوقیان آناتولی درآمد و با قلعه مستحکم خود در مرتبه و موقعیت ممتازی قرار گرفت. بناهای این شهر افزایش یافت که برجسته‌ترین آن‌ها مدرسه گوک است که به عنوان یک مدرسه علوم دینی پایه‌گذاری شد و امروزه موزه‌ای است که یافته‌های باستان‌شناسی منطقه در آن نگهداری می‌شود. از دیگر بناهای آن روزگار زاویه سنبل بابا و پل سنگی چهارطاقی بر روی یشیل ایرماق است. به نظر می‌رسد معین‌الدین پروانه وزیر قدرتمند سلجوقیان روم در جنگ با ملک ظاهر بیبرس در آناتولی به توقات عقب نشینی کرده باشد. خانقاه  فخرالدین عراقی شاعر و عارف ایرانی قرن هفتم نیز در توقات به اشارت مولانا جلال الدین و توسط معین الدین سلیمان پروانه ساخته شد و همین موضوع باعث شد تا این شاعر و عارف ایرانی برای مدتی (تا زمان قتل معین الدین به دست مغولان) در این شهر ساکن باشد.
مولانا جلال‌الدین بلخی که در قونیه در میانه آناتولی می‌زیسته در کتاب فیه ما فیه به توقات اشاره کرده‌است: «فرمود که جانب توقات می‌باید رفتن که آن طرف گرمسیر است، اگر چه انطالیه گرمسیر است، اما آنجا اغلب رومیانند، سخن ما را فهم نکنند.»

## نگارخانه

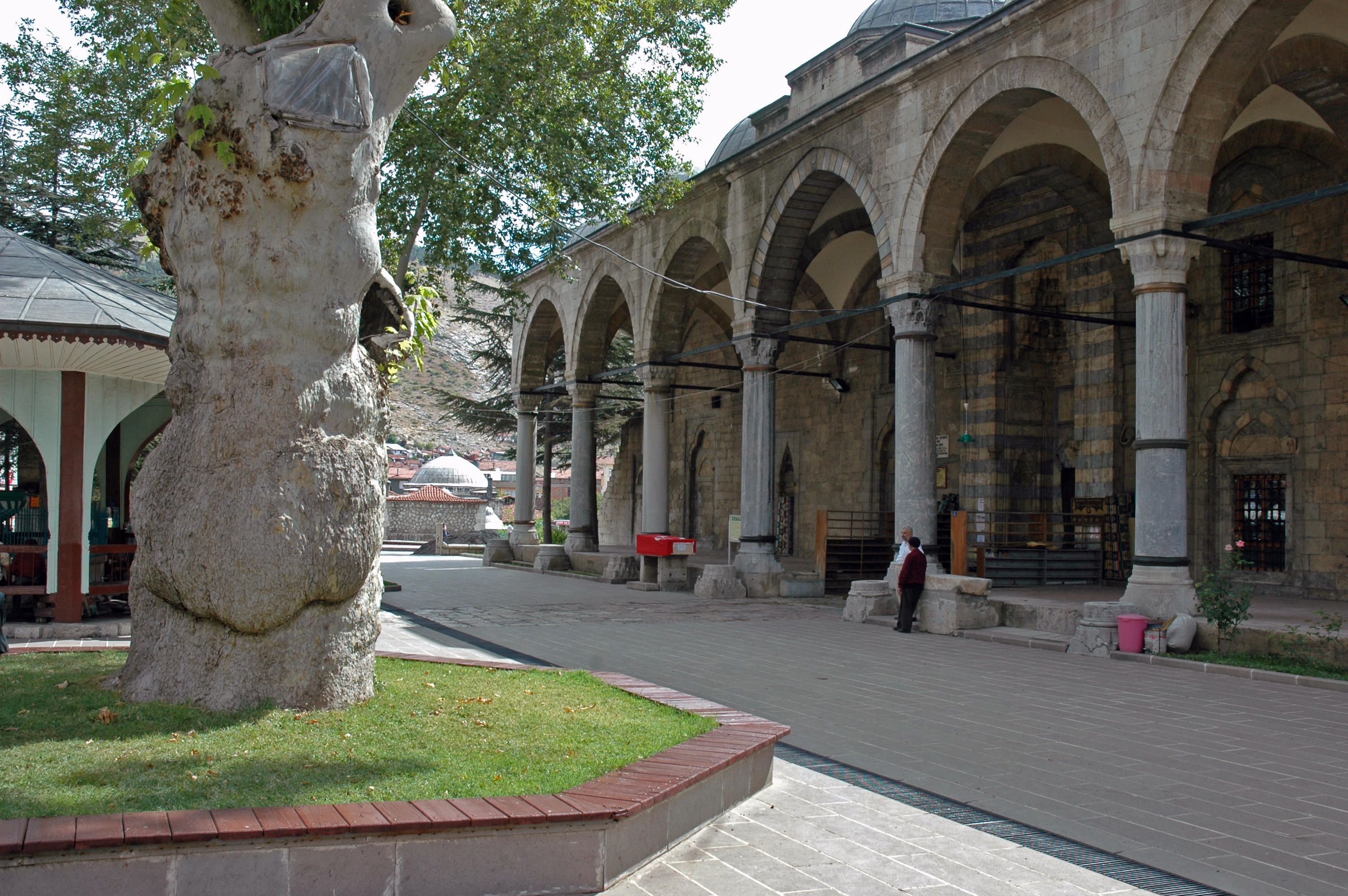
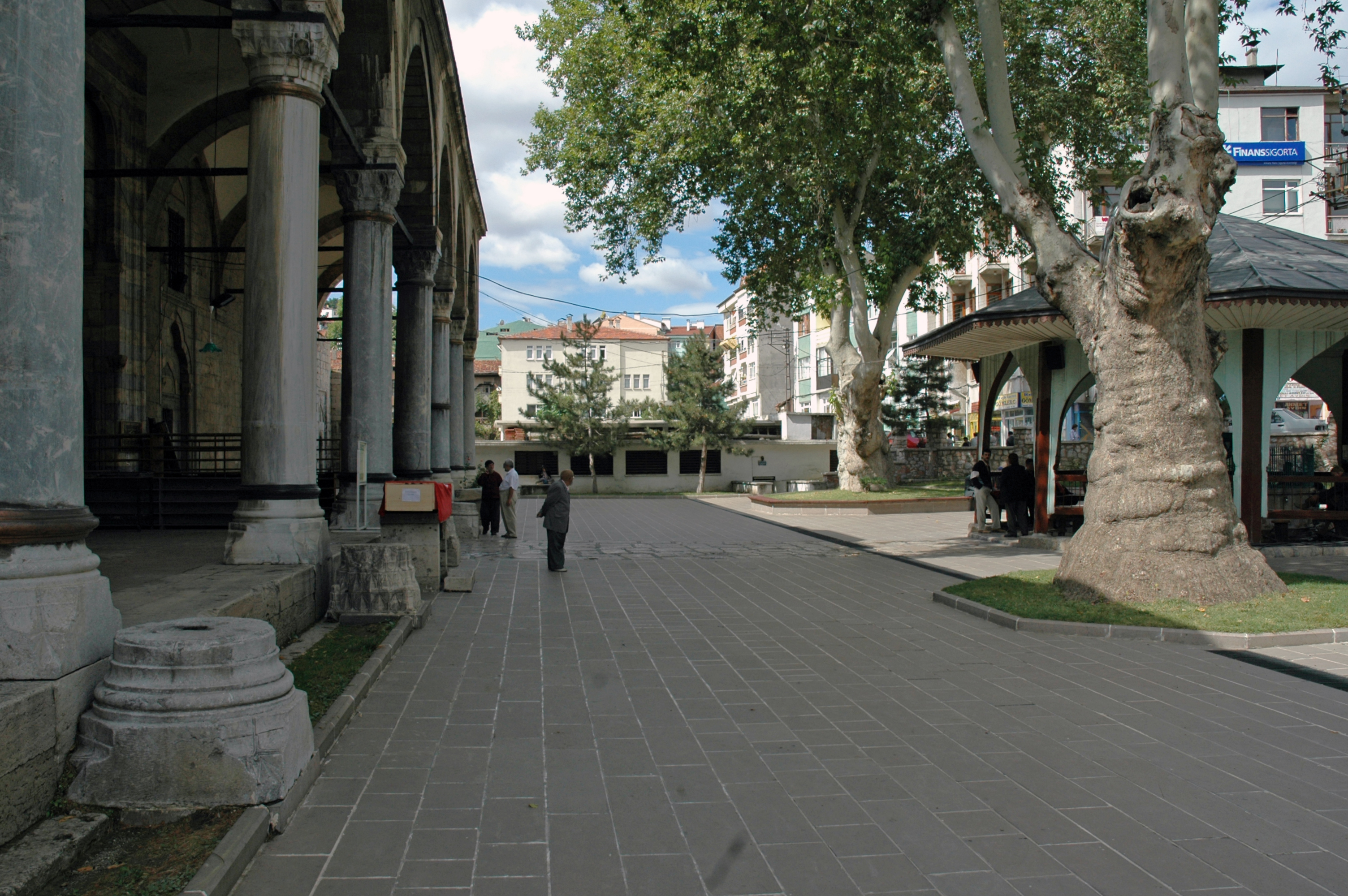
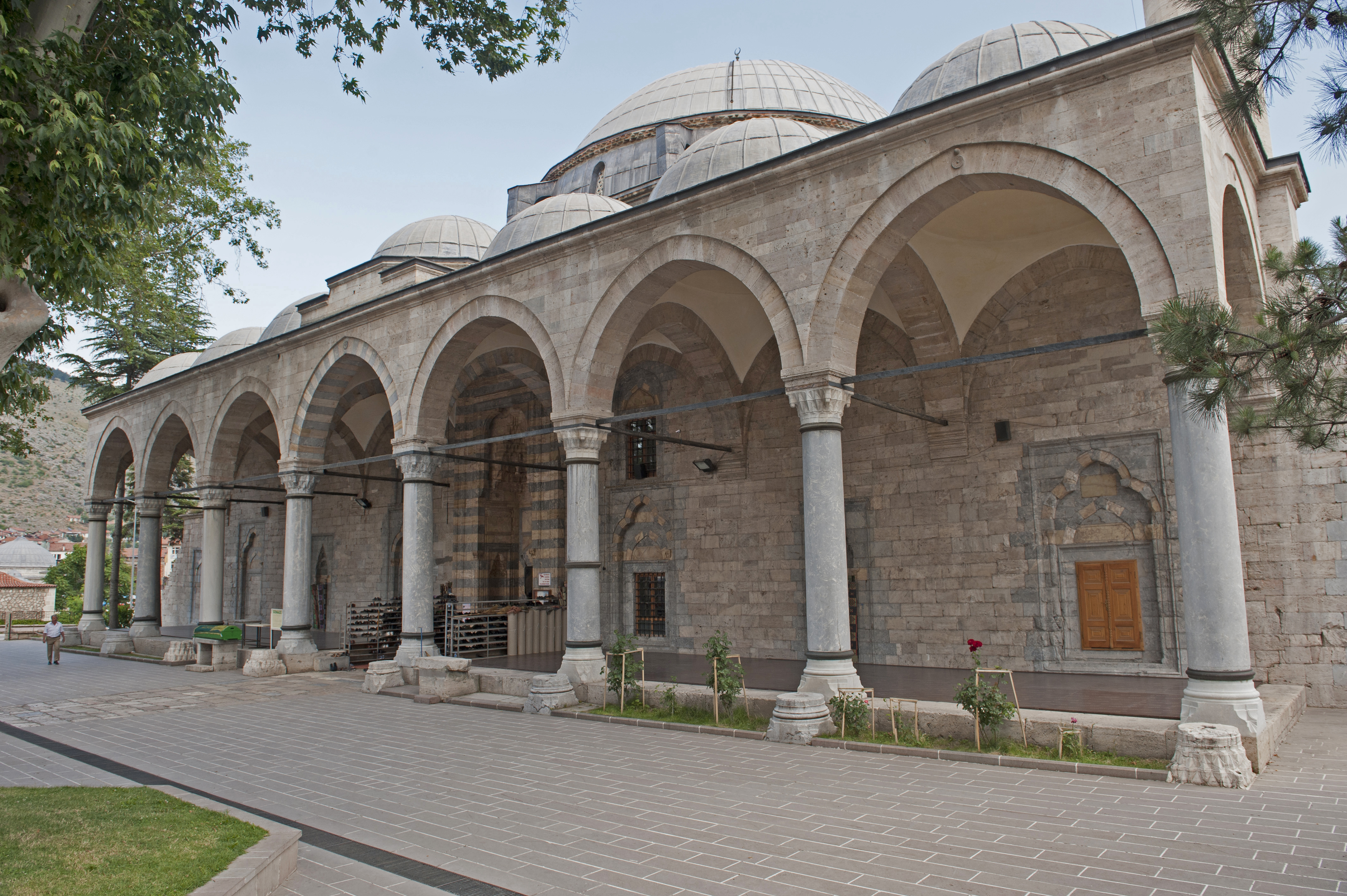
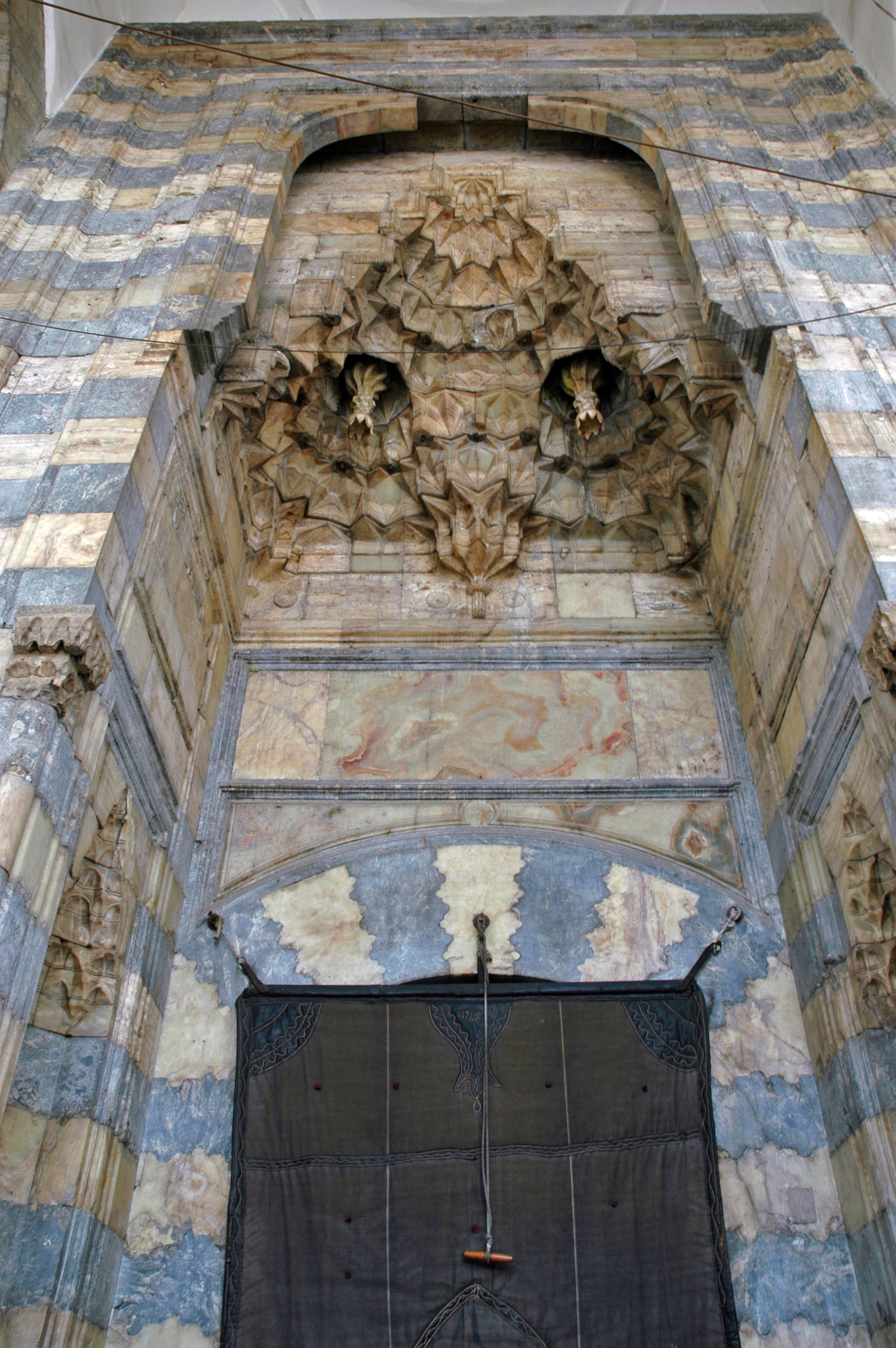
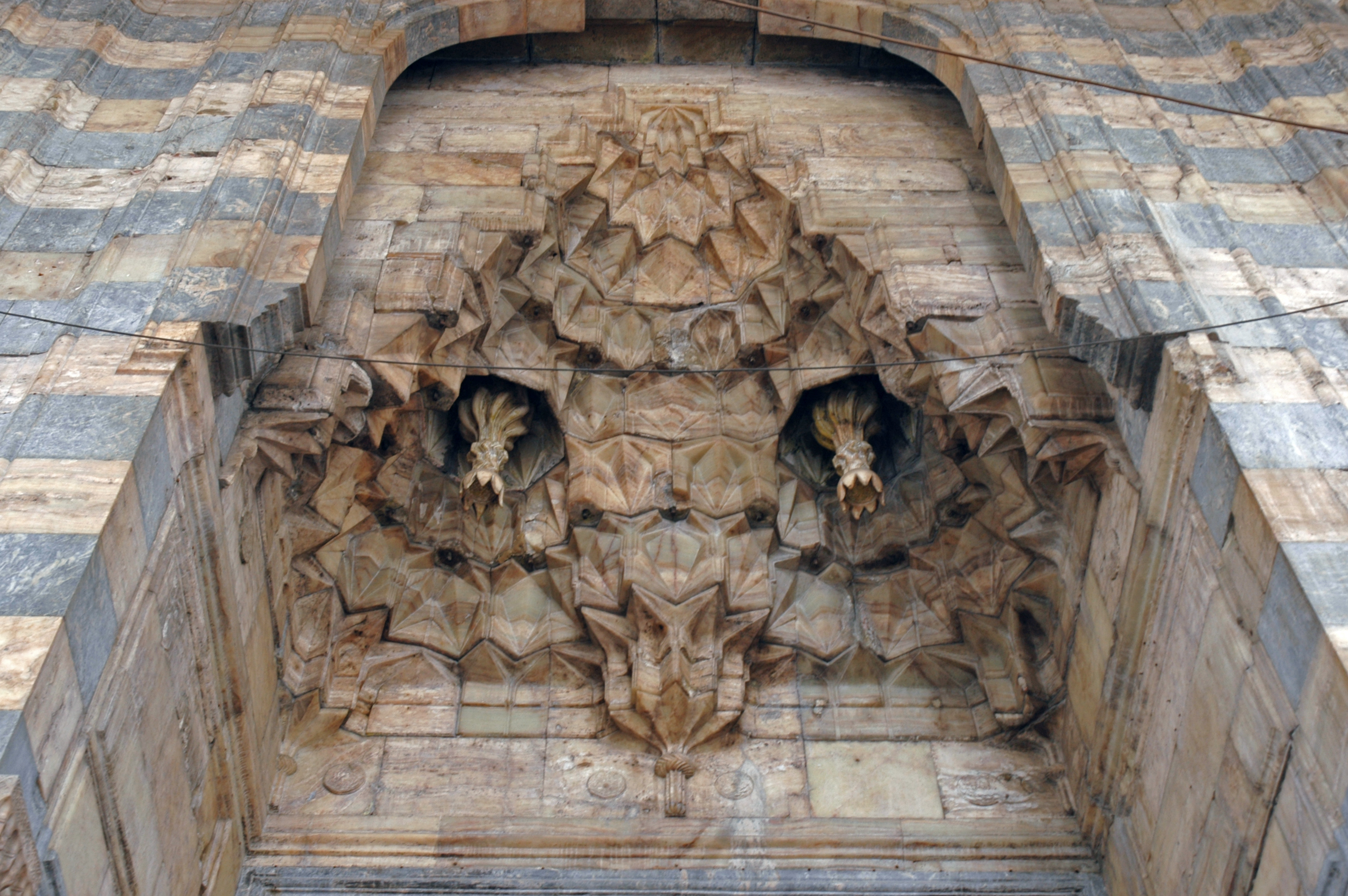
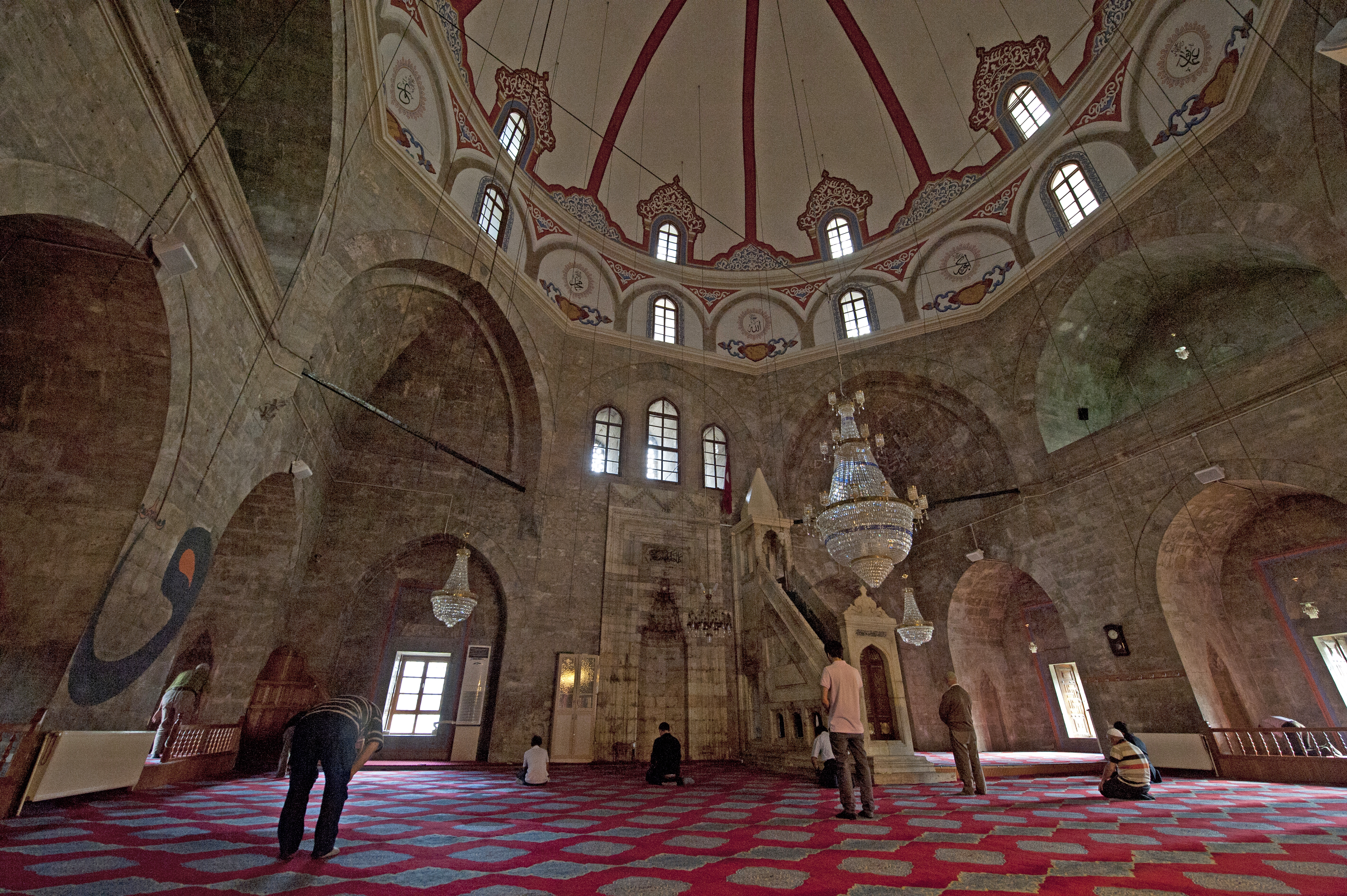
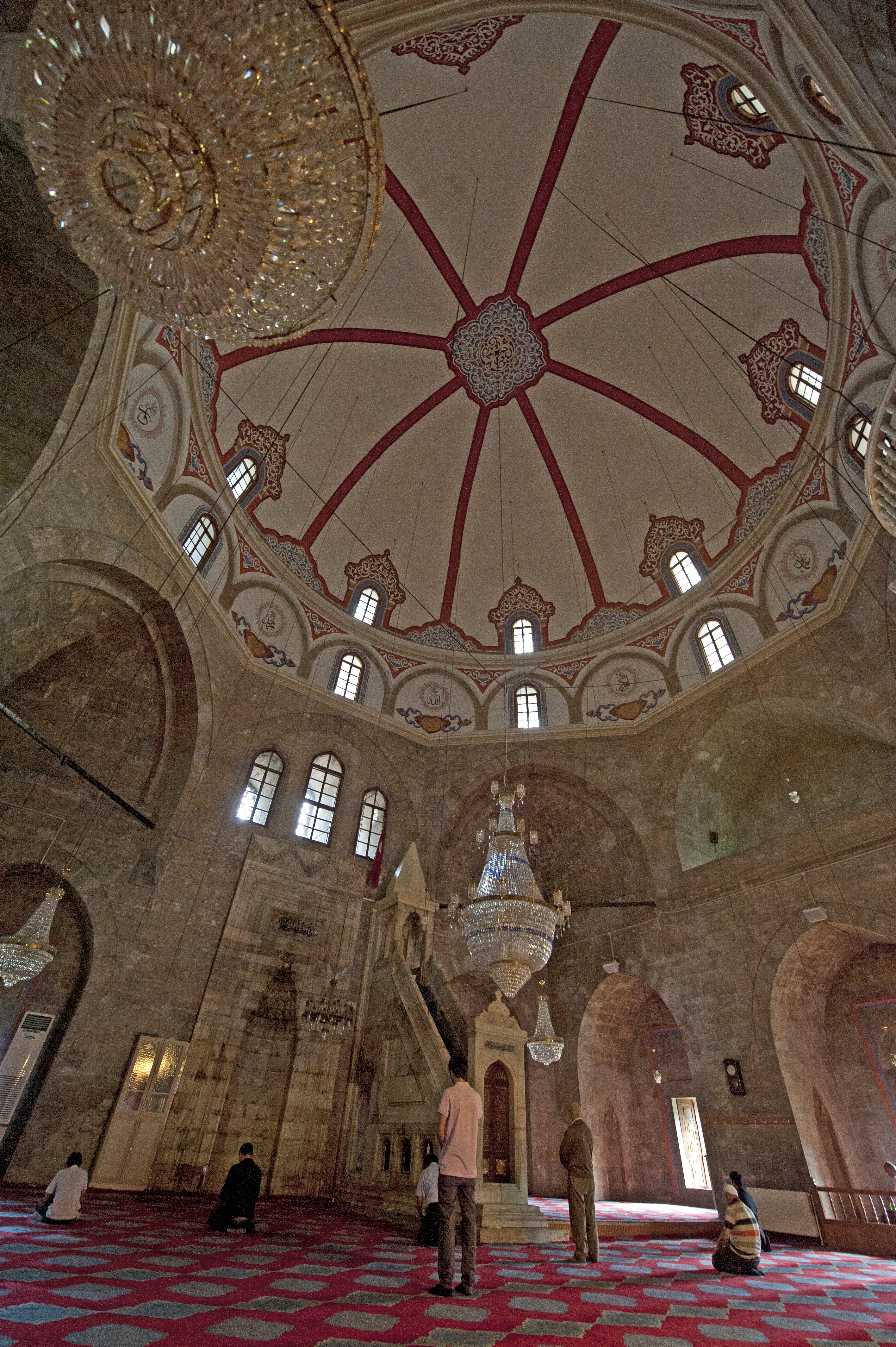
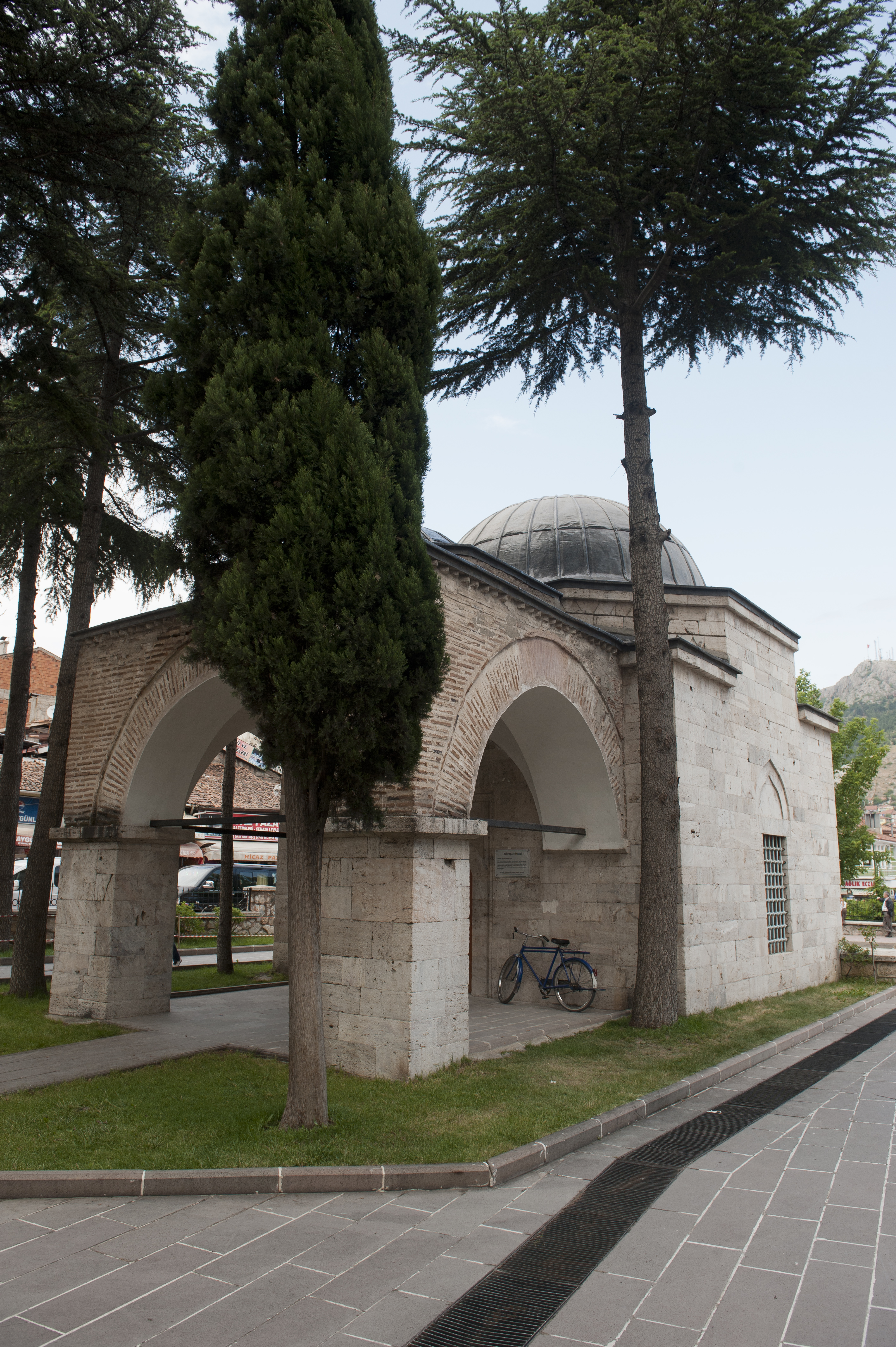